# Крешимбени, Джованни
Джованни Крешимбени (итал. Giovanni Mario Crescimbeni; 1663—1728) — итальянский поэт и историк литературы.
Основатель учёно-литературного общества «Аркадская академия» (Accademia degli Arcadi) в Риме. Его главные труды долгое время считались наиболее полным и точным источником для истории итальянской литературы до XVIII века:
- «Istoria della volgar poesia» (1698);
- «Trattato della belleza della volgar poesia» (1700);
- «Commentaru intorno alla volgar poesia storia» (1702—1711)

## Биография
Джованни Марио Крескимбени родился в Мачерате, в Марке Анконы , 9 октября 1663 года, в честной и зажиточной семье, родом из Болоньи . Порученный над купелью прелатом Джироламо Казанате , впоследствии кардиналом , он, кроме того, при крещении носил имя не только Иеронима , но и Игнатия , Ксаверия , Иосифа и Антония  ; из всех этих имён он сохранил только первые два; тем не менее, он меняет, поскольку употребление все еще сохранилось среди ученых, имя Мария (Мария) на имя Марио .(Мариус). С детства он заявил о пристрастии к поэзии. Копия Orlando furioso с гравюрами, находясь у него в руках, он никогда не расставался с ней. Он искал в стихах сюжеты выгравированных фигур, и таким образом стихи Ариосто закрепились в его памяти, а он этого не заметил. Большую часть своего обучения, и с большим отличием, он прошел в самой Мачерате, в иезуитском колледже . С тринадцатилетнего возраста он написал там трагедию в стиле Сенеки о поражении Дария , царя персов, и вскоре после этого перевел в стихах первые две книги Фарсалии Лукана .. В пятнадцать лет он стал членом Академии диспости города Ези и, посвятив себя изучению законов, при своем отце, который был профессором права в университете своего отечества , получил степень доктора в 16 лет. В 1681 году отец отправил его в Рим к дяде, который был юрисконсультом и аудитором этого суда. Посвятив себя под руководством этого дяди исполнению законов, молодой Крешимбени не с меньшим рвением следовал своему вкусу к поэзии и изящной словесности . Его первые поэтические сочинения имели модные тогда недостатки: чрезмерную жеманность и напыщенность; но в 1687 году, прочитав несколько од или канцонов, которую флорентийский поэт Филикайя только что опубликовал о победах, одержанных над турками , его поразило величие и естественность этого стиля, сложившегося в школе древних. Направлено советами, вдохновлено примером Леонио Сполето ., взявшийся с тех пор возвращать молодым поэтам хороший вкус, он отказался от своей прежней манеры и хотел писать только в том жанре, образцы которого оставили поэты доброго века. Вскоре он задумал распространить на других революцию, которая произошла внутри него самого. Он принадлежал к трем академиям, которые тогда процветали в Риме и которые как бы из зависти отличались избытком дурного вкуса. Он выбрал из каждого по несколько поэтов лучшего ума и сообщил им свой замысел естественно и для простоты имя Аркадия. Новые академики дали друг другу греческие имена в соответствии со своими пастырскими идеями. Их первая академическая сессия состоялась 5 октября 1690 года на горе Яникул , в садах монастыря Сан-Пьетро-ин-Монторио . Режим этого общества был объявлен вполне демократическим; у него был только один опекун ( custos ) в качестве его лидера.), а первым опекуном или попечителем был Крескимбени, которому выпало имя Алфесибео Карио. В этом достоинстве он утверждался от олимпиады к олимпиаде на протяжении всей своей жизни; и имя Custos Alphesibeus прославилось во всех аркадских колониях Италии и даже во всей Европе. Составление устава академии, стихи, которые он читал на заседаниях, предметы, которые он предлагал рассматривать, и забота обо всем, что могло бы способствовать славе зарождающегося объединения и восстановлению хорошего вкуса в итальянской поэзии, полностью занимал его в первые годы. Собрание аркадийцев, которое во Франции принято называть Аркадами ., который стал слишком многочисленным для маленького монастырского сада, был перенесен в разные места и, наконец, остановился в прекрасных садах Палаццо Фарнезе  ; все итальянские академии желали присоединиться к нему, а некоторые стремились превратиться в аркадские колонии. Крешимбени, хотя и был очень занят этим увеличением, опубликовал за несколько лет несколько поэтических сочинений, драматическую пастырскую повесть, сборник рифмованной или лирической поэзии и, наконец, в 1698 году свою «Историю вульгарной поэзии» , научную работу, из которой он собрал материалы. на протяжении многих лет. Вскоре после этого он совершил поездку в Тоскану и опасно заболел в Сиене .. Его выздоровление было долгим и было бы для него болезненным, если бы его не утешали беседы с самыми выдающимися тосканскими учеными и писателями. Он был принят во Флоренции с таким же рвением и принят в три академии: Флорентийскую , Круска и Апатистскую . Вернувшись в Рим, он опубликовал новое произведение « Красоты вульгарной поэзии» , которое было закончено за три года до этого. Вторая болезнь, которую он перенес вскоре после этого, была еще опаснее первой. Кардинал Пьетро Оттобони одарил его самой внимательной и щедрой заботой и отправил его выздоравливать в Альбано., в своем богатом аббатстве Святого Павла, где о нем заботились и обслуживали его люди, как если бы он был самим собой. Как только Крешимбени выздоровел, он возобновил свою работу в Риме и, не теряя времени, издал первый том комментариев , который готовил в течение нескольких лет, к своей «Истории вульгарной поэзии» . Цель этого комментария состояла в том, чтобы исправить любые ошибки, которые могли ускользнуть от него в его истории, и добавить к ней большое количество подробностей, литературных анекдотов и новых статей. До тех пор он не пожинал никаких плодов от своих занятий. Он унаследовал небольшое независимое состояние от своего дяди, но его едва хватало для его нужд. Наконец, в 1705 году Климент XIдал ему, по его собственному желанию, каноник Санта-Мария-ин-Космедин , что дало ему честное облегчение. Он только продолжил с большим усердием и усердием несколько начатых им работ и через несколько лет опубликовал « Перевод жизнеописаний поэтов Прованса », написанный на старофранцузском языке Жаном де Нострдамом, или Нострадамусом, с добавлением второй части; четыре тома, завершающие его «Комментарии к вульгарной поэзии»  ; История Аркадии или Аркадской академии  ; первые три части « Житий знатных аркадцев », не говоря уже о большом количестве сочинений об обстоятельствах, либо в прозе, либо в стихах, и не нанося вреда занятиям, которые ему постоянно давали обязанности хранителя, движениям академии, ссорам, которые возникали в ней и которые он всегда старался уладить, переписке с аркадскими колониями, количество которых непрерывно увеличивалось, наконец, празднование олимпийских фестивалей великого общества, подготовка и даже составление которых были одной из функций его офиса. В то же время, когда он получил от суверенного понтифика украшения для коллегиальной церкви, где находился его каноник , и собрал материалы для написания ее истории, он опубликовал три тома стихов или стихов .его дорогой Аркадии, собрание, имевшее большой успех, и из которого можно судить, что цель, которую он поставил перед собой, основав эту академию для восстановления хорошего вкуса, была достигнута. Два простых прихода , расположенные в Толентино , были в 1715 году новыми благодеяниями Климента XI, который таким образом заплатил за удовольствие, которое доставили ему произведения Крешимбени, и особенно за перевод, который он сделал с латыни на итальянский язык своих папских проповедей. Наконец, в 1719 году он пожаловал ему сан протоиерея этой церкви Санта-Мария  ; и именно тогда Крешимбени за короткое время получил первый священный сан и священство .Бенедикт XIII , вступивший на престол св. Петра в 1724 году, после очень короткого понтификата Иннокентия XIII , был к нему не менее благосклонен, чем Климент XI, и украшение большой ризы и трещотки, которые этот папа пожаловал каноникам Санта-Мария, что дало им в процессиях место среди главных базилик Рима. На следующий год Крешимбени имел утешение, увидев, что академия, до сих пор почти всегда бродячая, окончательно закрепилась благодаря подарку, сделанному ей королем Португалии Иоанном V , в виде достаточного фонда для покупки земли, где она впредь будет проводить свои заседания. Пройдя почти все семь холмов, Аркадия вернулась, так сказать, в свою колыбель и выбрала своим последним местом на горе Яникул, где были ее первые встречи. Возведение нового театра было поручено архитектору общества; первый каменьв октябре 1725 г., а первое празднование Олимпийских игр, посвященных, по справедливости, королю Португалии, состоялось 9 сентября 1726 г. его сочинения в стихах и в прозе читались там под аплодисменты. Однако его здоровье уже давно пошатнулось; болезнь грудной клетки, от которой он страдал, прогрессировала; у него еще были силы издать в 1727 г. четвертую часть «Житий знатных аркадцев», но с начала 1728 г. он чувствовал приближение своего конца. У него была исключительная преданность, чтобы хотеть не только умереть в облачении иезуита, но получить от генерала этой компании разрешение произнести клятвы и подписать их своей рукой. После очень тяжелых страданий, которые он переносил с великой покорностью и мужеством, он скончался 8 марта следующего года. Ему заранее возвели очень простую гробницу в базилике Санта-Мария; герб его семьи и пастырская флейта или свирели , образующие герб Аркадии, были выгравированы на камне этими простыми буквами IMCP ARC. C. Иоанн Мариус Крескимбениус, pastorum Arcadum custos(Джованни Марио Крескимбени, Кустос пастухов Аркадии). Его все пожалели. Он был самого милого характера, в то же время самых чистых нравов, привлекательного и ласкового разговора, скромного, вежливого, служебного, полного искренности; благодарен за малейшие услуги и полностью предан своим друзьям. Их было у него много, как в Риме, так и во всей Италии, и никогда не слышно, чтобы у него был хоть один враг, или чтобы он был врагом кому-либо.